# とりあえず生中
とりあえず生中（とりあえずなまちゅう）は、ストリーミング配信サイトのニコニコ生放送で毎週月曜日–金曜日の21時00分JSTから約1時間放送されていたインターネット番組。2010年10月29日をもって番組が終了し、木曜日の「アニメ・ゲーム」のみ「電波研究社」と番組名を改め単独番組として再スタートすることになった。

## とりあえず生中（仮）
2009年5月25日 - 10月2日
| 曜日   | ジャンル       | パーソナリティ       |
| ------ | -------------- | -------------------- |
| 月曜日 | ガールズトーク | 優木まおみ           |
| 火曜日 | ニュース       | 角谷浩一、松嶋初音   |
| 水曜日 | 音楽           | 陣内智則、大島麻衣   |
| 木曜日 | アニメ・ゲーム | 鷲崎健、May'n        |
| 金曜日 | だらだら       | 次長課長、さとう里香 |

- 各曜日：お天気感想コーナー （大石里沙）

## とりあえず生中（二杯目）
2009年10月5日 - 12月25日、2010年1月11日 - 4月2日
| 曜日   | ジャンル       | パーソナリティ       |
| ------ | -------------- | -------------------- |
| 月曜日 | ガールズトーク | 大島麻衣、さとう里香 |
| 火曜日 | ニュース       | 角谷浩一、優木まおみ |
| 水曜日 | 音楽           | 陣内智則、松嶋初音   |
| 木曜日 | アニメ・ゲーム | 鷲崎健、May'n        |
| 金曜日 | だらだら       | 品川庄司、青山玲子   |

- 各曜日：なぎなぎの血液型占いコーナー （渚）

## とりあえず生中（三杯目）
2010年4月5日 - 10月29日
| 曜日   | ジャンル             | パーソナリティ               |
| ------ | -------------------- | ---------------------------- |
| 月曜日 | エンタメ             | 遠藤章造、大島麻衣           |
| 火曜日 | ニュース             | 角谷浩一、伊藤友里           |
| 水曜日 | チャレンジ           | 陣内智則、木村好珠、中村アン |
| 木曜日 | アニメ・ゲーム       | 鷲崎健、May'n                |
| 金曜日 | グルメ＆ビューティー | 松嶋初音                     |